# ريك تايلور
ريك تايلور (بالإنجليزية: Rick Taylor)‏ هو لاعب كرة قدم أمريكية أمريكي، ولد في 16 سبتمبر 1941 في كامب هيل في الولايات المتحدة.